# Agostinho Neto

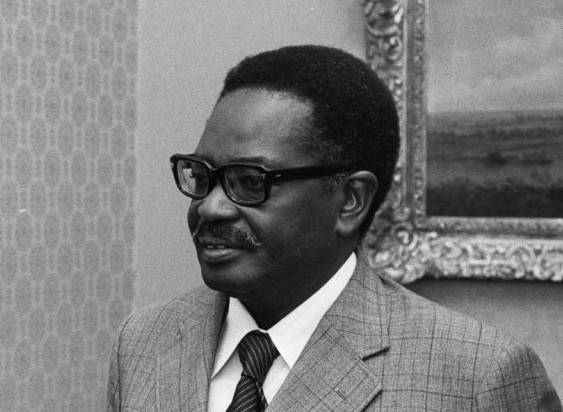
Agostinho Neto

António Agostinho Neto (n. 17 septembrie 1922 - d. 10 septembrie 1979) a fost un om politic din Angola.
În perioada 1975 - 1979 a fost primul președinte al țării și acesta după ce a condus Mișcarea Populară de Eliberare a Angolei în lupta pentru eliberarea Angolei de sub dominația portugheză.
A avut și preocupări literare, în special în domeniul poeziei.
Ziua sa de naștere este considerată sărbătoare publică în Angola.
1. 1 2  Agostinho Neto, SNAC, accesat în 9 octombrie 2017
2. 1 2  Agostinho Neto, Autoritatea BnF
3. ↑  Agostinho Neto, Hrvatska enciklopedija[*]
4. ↑  Antonio Agostinho Neto, Find a Grave, accesat în 9 octombrie 2017
5. 1 2  Agostinho Neto, Munzinger Personen, accesat în 9 octombrie 2017
6. ↑  Antonio Agostinho Neto, Gran Enciclopèdia Catalana
7. ↑  The Fine Art Archive, accesat în 1 aprilie 2021
8. ↑   https://elpais.com/diario/1979/09/12/portada/305935202_850215.html Lipsește sau este vid: |title= (ajutor)
9. ↑  CONOR.SI[*] Verificați valoarea |titlelink= (ajutor)